# Carl Löwe
Johann Carl Gottfried Löwe, nemški skladatelj, pevec (baritonist) in dirigent, * 10. november 1796, Löbejün  (Saška - Anhalt), † 20. april 1869, Kiel.
Njegov priimek je pod vplivom angleščine pogosto zapisan tudi kot Loewe. Za časa življenja je bil skladatelj zelo poznan, zaradi svojih približno 400-tih samospevov je dobil celo vzdevek »Severnonemški Schubert«.

## Izbor glasbenih del

### Samospevi (balade)
- Archibald Douglas (1858)
- Das Hochzeitslied
- Der Wirtin Töchterlein (po Ludwigu Uhlandu)
- Der Zauberlehrling (po Johannu Wolfgangu Goetheju)
- Die Glocken zu Speyer
- Die Uhr (po Johannu Gabrielu Seidlu)
- Die wandelnde Glocke
- Edward (po Herderju)
- Erlkönig (po Goetheju)
- Heinrich der Vogler (1836)
- Herr Oluf
- Tom der Reimer (1867)

### Ostala dela
- 17 Oratorijev
- 6 Oper
- 2 Simfoniji
- Kantate, komorna glasba in klavirske sonate.